# Justin Hardee
Justin Hardee (* 7. Februar 1994 in Cleveland, Ohio) ist ein US-amerikanischer American-Football-Spieler auf der Position des Cornerbacks, der zuletzt bei den Tennessee Titans in der National Football League (NFL) unter Vertrag stand. Zuvor spielte er für die Carolina Panthers.

## Frühe Jahre
Hardee wurde in Cleveland geboren und wuchs dort auf. Er besuchte die Glenville High School in Cleveland, an der er in der Football- und der Leichtathletikmannschaft der Schule aktiv war. Mit seiner Footballmannschaft konnte Hardee 2011 die Meisterschaft die Stadt Cleveland gewinnen. Daneben wurde er 2011 ins Third-Team Northeast Lakes All-District Team berufen und nahm am Next Level Northeast Ohio All-Star Game teil. Daneben konnte er 2011 mit der Leichtathletikmannschaft die OHSAA State Championship in Ohio in der 4-mal-400-Meter-Staffel gewinnen. Nach seinem Highschoolabschluss erhielt er ein Stipendium der University of Illinois, für die er ebenfalls in der Footballmannschaft aktiv war. Dort wurde er hauptsächlich als Wide Receiver eingesetzt. Zwischen 2012 und 2016 kam er in 40 Spielen zum Einsatz und konnte dabei 72 Mal den Ball für 841 Yards und einen Touchdown fangen. Allerdings verpasste er die Saison 2015 auch verletzt und wurde geredshirted. Insgesamt konnte er sich nicht als Stammspieler in der Mannschaft etablieren, konnte am College allerdings einen Bachelor in Kommunikationswissenschaften sowie einen Master in Bildung und Sportmanagement erreichen.

## NFL

### Houston Texans
Beim NFL Draft 2017 wurde Hardee nicht ausgewählt. Nachdem er beim Pro Day der University of Illinois jedoch seine Geschwindigkeit zeigen konnte und 4,36 Sekunden auf 40 Yards lief, unterschrieb er einen Vertrag als Undrafted Free Agent bei den Houston Texans. Am 2. September 2017 wurde er jedoch von den Texans gewaived.

### New Orleans Saints
Am 7. September 2017 unterschrieb er einen Vertrag im Practice Squad der New Orleans Saints. Am 23. September 2017 wurde er in den aktiven Kader der Saints befördert und gab sein NFL-Debüt am 3. Spieltag der Saison 2017 beim 34:13-Sieg gegen die Carolina Panthers, bei dem er in den Special Teams zum Einsatz kam. Ab diesem Spieltag wurde er regelmäßig in den Special Teams der Saints eingesetzt. Am 9. Spieltag konnte er beim 30:10-Sieg gegen die Tampa Bay Buccaneers einen Punt von deren Punter Bryan Anger blocken und in die gegnerische Endzone zu einem Touchdown tragen. Er beendete seine Rookie-Saison mit 14 Einsätzen, bei denen er einen Touchdown und 9 Tackles verzeichnete. Da die Saints in dieser Saison 11 Spiele gewannen und nur 5 verloren und somit die NFC South gewinnen konnten, qualifizierten sie sich für die Playoffs. Dort gab Hardee in der 1. Runde beim 31:26-Sieg gegen die Carolina Panthers sein Debüt, bei dem er einen Tackle verzeichnen konnte. In der folgenden Runde schieden die Saints allerdings mit 24:29 gegen die Minnesota Vikings aus.
In der Saison 2018 blieb er wichtiger Teil der Mannschaft in den Special Teams. Am 4. Spieltag wurde er auch in der Offense eingesetzt und konnte beim 33:18-Sieg gegen die New York Giants einen Pass von Quarterback Taysom Hill fangen. Am darauffolgenden Spieltag wurde er beim 43:19-Sieg gegen die Washington Redskins erstmals auch in der Defense als Cornerback eingesetzt. Dabei verzeichnete er 4 Tackles und konnte einen Pass von Quarterback Alex Smith intercepten. Nichtsdestotrotz wurde Hardee während der restlichen Saison nur noch vereinzelt in der Defense eingesetzt, hauptsächlich blieb er in den Special Teams. In der Saison 2018 konnte er mit den Saints 13 Spiele gewinnen und nur drei verlieren und somit erneut die NFC South gewinnen und sich für die Playoffs qualifizieren. Dort erreichten sie das NFC Championship Game, was sie jedoch mit 23:26 in Overtime gegen die Los Angeles Rams verloren. Auch in der Saison 2019 blieb er in den Special Teams der Saints ein wichtiger Spieler. Am 17. Spieltag der Saison kam er beim 42:10-Sieg gegen die Carolina Panthers auch in der Defense zum Einsatz und konnte dabei insgesamt 6 Tackles verzeichnen, seinen Karrierehöchstwert. Auch in der Saison 2020 blieb er wichtiger Spieler der Saints in den Special Teams, verpasste jedoch einige Spiele aufgrund einer Leistenverletzung. Nach der Saison wurde er ein Free Agent.

### New York Jets
Am 18. März 2021 unterschrieb Hardee einen Vertrag über drei Jahre bei den New York Jets. Dort gab er sein Debüt direkt am 1. Spieltag bei der 14:19-Niederlage gegen die Carolina Panthers, bei der er auch einen Tackle verzeichnen konnte. Im Verlauf der Saison wurde Hardee bei den Jets nur in den Special Teams eingesetzt. Dort konnte er allerdings am 4. Spieltag beim 27:24-Sieg gegen die Tennessee Titans zwei Tackles verzeichnen, dies gelang ihm erneut bei der 10:27-Niederlage gegen die Buffalo Bills am 18. Spieltag. Obwohl er ein wichtiger Bestandteil der Special Teams in dieser Saison war, konnte er sich nicht weiter durchsetzen und kam auch nicht in der Defense zum Einsatz. In der Saison 2022 blieb er wichtiger Bestandteil der Special Teams der Jets. Am 4. Spieltag konnte er beim 24:20-Sieg gegen die Pittsburgh Steelers einen Fumble von Gunner Olszewski erzwingen, den ersten seiner Karriere. Insgesamt beendete er die Saison mit 14 Tackles. Am Ende der Saison wurde er als Special Teamer in den Pro Bowl für das Team der AFC gewählt. Auch in der Saison 2023 kam er lediglich als Special Teamer zum Einsatz. Beim 31:21-Sieg gegen die Denver Broncos verletzte er sich jedoch am Oberschenkel, sodass er mehrere Wochen verletzungsbedingt nicht spielen konnte und auf die Injured Reserve List gesetzt wurde. Zu Saisonende kam er wieder zum Einsatz.

### Cleveland Browns
Im April 2024 nahmen die Cleveland Browns Hardee unter Vertrag. Er wurde vor Saisonbeginn im Rahmen der Kaderverkleinerung auf 53 Spieler entlassen und in den Practice Squad
aufgenommen. Aus diesem wurde Hardee am 10. September entlassen.

### Carolina Panthers
Wegen einiger Verletzungen in ihrem Defensive Backfield verpflichteten die Carolina Panthers Hardee 2 Wochen später für ihren Practice Squad. Am 4. Oktober 2024 wurde er aus dem Practice Squad entlassen.

### Tennessee Titans
Im Zuge einer Reihe von Veränderungen in ihrem Roster wurde Hardee am 2. November 2024 für den 53-Mann-Kader der Tennessee Titans unter Vertrag genommen.

## Karrierestatistiken
| Legende | Legende            |
| ------- | ------------------ |
| Fett    | Karrierehöchstwert |

### Regular Season
| Saison                             | Team             | Spiele | Spiele  | Tackles | Tackles | Tackles | Tackles | Interceptions | Interceptions | Interceptions | Interceptions | Interceptions | Interceptions | Fumbles | Fumbles | Fumbles |
| Saison                             | Team             | Gesamt | Starter | Gesamt  | Solo    | Assist  | Sack    | PD            | Int           | Yards         | Avg           | Lang          | TD            | FF      | FR      | TD      |
| ---------------------------------- | ---------------- | ------ | ------- | ------- | ------- | ------- | ------- | ------------- | ------------- | ------------- | ------------- | ------------- | ------------- | ------- | ------- | ------- |
| 2017                               | Saints           | 14     | 0       | 9       | 8       | 1       | 0,0     | 0             | 0             | 0             | 0,0           | 0             | 0             | 0       | 0       | 0       |
| 2018                               | Saints           | 16     | 0       | 19      | 17      | 2       | 0,0     | 2             | 1             | 77            | 77,0          | 77            | 0             | 0       | 0       | 0       |
| 2019                               | Saints           | 16     | 0       | 11      | 10      | 1       | 0,0     | 0             | 0             | 0             | 0,0           | 0             | 0             | 0       | 0       | 0       |
| 2020                               | Saints           | 10     | 0       | 8       | 6       | 2       | 0,0     | 0             | 0             | 0             | 0,0           | 0             | 0             | 0       | 0       | 0       |
| 2021                               | Jets             | 16     | 0       | 12      | 5       | 7       | 0,0     | 0             | 0             | 0             | 0,0           | 0             | 0             | 0       | 0       | 0       |
| 2022                               | Jets             | 17     | 0       | 14      | 10      | 4       | 0,0     | 0             | 0             | 0             | 0,0           | 0             | 0             | 1       | 0       | 0       |
| 2023                               | Jets             | 11     | 0       | 5       | 3       | 2       | 0,0     | 0             | 0             | 0             | 0,0           | 0             | 0             | 0       | 0       | 0       |
| 2024                               | Titans           | 9      | 0       | 3       | 2       | 1       | 0,0     | 0             | 0             | 0             | 0,0           | 0             | 0             | 0       | 0       | 0       |
| Gesamte Karriere                   | Gesamte Karriere | 109    | 0       | 81      | 61      | 20      | 0,0     | 2             | 1             | 77            | 77,0          | 77            | 0             | 1       | 0       | 0       |
| Quelle: pro-football-reference.com |                  |        |         |         |         |         |         |               |               |               |               |               |               |         |         |         |

### Postseason
| Saison                             | Team             | Spiele | Spiele  | Tackles | Tackles | Tackles | Tackles | Interceptions | Interceptions | Interceptions | Interceptions | Interceptions | Interceptions | Fumbles | Fumbles | Fumbles |
| Saison                             | Team             | Gesamt | Starter | Gesamt  | Solo    | Assist  | Sack    | PD            | Int           | Yards         | Avg           | Lang          | TD            | FF      | FR      | TD      |
| ---------------------------------- | ---------------- | ------ | ------- | ------- | ------- | ------- | ------- | ------------- | ------------- | ------------- | ------------- | ------------- | ------------- | ------- | ------- | ------- |
| 2017                               | Saints           | 2      | 0       | 1       | 1       | 0       | 0,0     | 0             | 0             | 0             | 0,0           | 0             | 0             | 0       | 0       | 0       |
| 2018                               | Saints           | 2      | 0       | 1       | 1       | 0       | 0,0     | 0             | 0             | 0             | 0,0           | 0             | 0             | 0       | 0       | 0       |
| 2019                               | Saints           | 1      | 0       | 0       | 0       | 0       | 0,0     | 0             | 0             | 0             | 0,0           | 0             | 0             | 0       | 0       | 0       |
| 2020                               | Saints           | 2      | 0       | 0       | 0       | 0       | 0,0     | 0             | 0             | 0             | 0,0           | 0             | 0             | 0       | 0       | 0       |
| Gesamte Karriere                   | Gesamte Karriere | 7      | 0       | 2       | 2       | 0       | 0,0     | 0             | 0             | 0             | 0,0           | 0             | 0             | 0       | 0       | 0       |
| Quelle: pro-football-reference.com |                  |        |         |         |         |         |         |               |               |               |               |               |               |         |         |         |